# Сарикян, Ширак Оганесович
Ширак Оганесович Сарикян (арм. Շիրակ Սառիկյան; 29 декабря 1967) — советский и армянский футболист, нападающий.

## Биография
Начал тренироваться под руководством своего отца. До 22-летнего возраста не играл в командах мастеров. С 1990 года выступал за клуб «Паацоягорц» (Ноемберян) во второй низшей лиге СССР, за два сезона сыграл 65 матчей и забил 28 голов.
После распада СССР продолжил выступать за клуб из Ноемберяна, переименованный в «Азнавур», в чемпионате Армении. В 1992 году забил 22 гола и разделил 12-е место среди бомбардиров, а его клуб занял место в зоне вылета. В 1993 году «Азнавур» занял второе место в первой лиге, Сарикян стал лучшим бомбардиром с 22 голами[уточнить]. В 1994 и 1995 годах футболист входил в десятку лучших снайперов высшей лиги, забив 17 и 6 голов соответственно.
В ходе сезона 1995/96 покинул «Азнавур», ставший аутсайдером турнира, и перешёл в «Цемент» (Арарат), выступал за него до 2000 года, когда клуб был переименован в «Аракс». В 1998 году стал чемпионом Армении и третьим бомбардиром чемпионата с 12 голами. В 1999 году — бронзовый призёр чемпионата и лучший бомбардир (21 гол). В 2000 году снова завоевал чемпионский титул. Обладатель Кубка (1998, 1999) и Суперкубка (1998) Армении. В еврокубках (Кубок обладателей кубков и Кубок Интертото) сыграл 4 матча и забил один гол — 18 июня 2000 года в ворота чешской «Сигмы». Двумя годами ранее, 27 августа 1998 года в игре Кубка кубков против «Лозанны» забил гол, отменённый из-за офсайда. Участник Кубка Содружества (1999).
Всего в высшем дивизионе Армении забил 96 голов. Входит в «Клуб 100» армянского футбола с 101 голом в соревнованиях высокого уровня.
В 2000 году пытался устроиться в один из чешских клубов, но в тренировочной игре получил травму крестообразных связок и был вынужден пропустить около года и прекратить профессиональные выступления, затем жил с семьёй в австрийском Рорбахе. С 2002 года более 15 лет играл за любительские клубы низших дивизионов Австрии, последние матчи сыграл в возрасте 51 года. Забил не менее 135 голов в австрийском футболе.

## Личная жизнь
Три сына — Хово, Хорен и Татул. Младший, Татул (род. 1997), занимался футболом на детско-юношеском уровне, играл за команду 17-летних и за резервный состав «Санкт-Пёльтена».